# Liomys spectabilis
Liomys spectabilis је врста глодара из породице кенгур-пацова (Heteromyidae).

## Распрострањење
Мексико је једино познато природно станиште врсте.
Популација ове врсте се смањује, судећи по расположивим подацима.

## Станиште
Врста Liomys spectabilis има станиште на копну.

## Угроженост
Ова врста се сматра угроженом.